# Maxee
Charmayne Maxena Maxwell, (Guyana, 11 de enero de 1969 - Los Ángeles, 28 de febrero de 2015) conocida profesionalmente como Maxee, fue una cantante y actriz estadounidense.
Formó con Mónica “Mimi” Doby, y Nicole “Nicci” Gilbert, parte del trío Brownstone entre 1994 al 1998 y desde 2007 al 2015. El grupo grabó su álbum debut “From the Bottom Up” en 1994, con el sencillo "If You Love Me". En 1995, obtuvieron una nominación a los Premios Grammy y un Premio Billboard. También trabajo como actriz para varias series de televisión, como Nuestro barrio.
Contrajo matrimonio con el cantante y productor danés Carsten Soulshock. Fue madre de Nicolaj Hojer.
Falleció el 28 de febrero de 2015 a los 46 años.

## Discografía
- 1994, “From the Bottom Up”
- 1997, "Still Climbing"